# Kokkijärvi
Kokkijärvi är en sjö i kommunen Urdiala i landskapet Birkaland i Finland. Sjön ligger 124,1 meter över havet. Arean är 91 hektar och strandlinjen är 4,64 kilometer lång. Sjön  ingår i Kumo älvs huvudavrinningsområde.   Den ligger omkring 48 km söder om Tammerfors och omkring 120 km nordväst om Helsingfors. 